# Scolopendra nuda
Scolopendra nuda är en mångfotingart som först beskrevs av Jangi och Dass 1980.  Scolopendra nuda ingår i släktet Scolopendra och familjen Scolopendridae. Inga underarter finns listade i Catalogue of Life.